# Stajki (rejon mohylewski)
Stajki (biał. Стайкі; ros. Стайки; pol. hist. Stajki) – wieś na Białorusi, w obwodzie mohylewskim, w rejonie mohylewskim, w sielsowiecie Daszkauka, nad Dnieprem.

## Transport
W pobliżu znajduje się przystanek kolejowy Tekstylszczyk, położony na linii Mohylew – Żłobin. Przez miejscowość przebiega droga republikańska R97.

## Historia
W XIX w. majątek ziemski należący do Wilczyńskich. Do 1917 położone były w Rosji, w guberni mohylewskiej, w powiecie bychowskim. Następnie w granicach Związku Sowieckiego. Od 1991 w niepodległej Białorusi.